# K.V.C. Westerlo
K.V.C. Westerlo là một câu lạc bộ bóng đá Bỉ đặt trụ sở tại thành phố Westerlo. Westerlo tham gia Giải vô địch bóng đá Bỉ từ mùa bóng 1997-98

## Thành tích
- Giải vô địch bóng đá hạng hai Bỉ:
  - Hạng nhì (1): 1996-97
- Cúp bóng đá Bỉ:
  - Vô địch (1): 2000-01
- Siêu cúp bóng đá Bỉ:
  - Hạng nhì (1): 2001

## Cầu thủ

### Đội hình hiện tại
Tính đến ngày 1/2/2024
Ghi chú: Quốc kỳ chỉ đội tuyển quốc gia được xác định rõ trong điều lệ tư cách FIFA. Các cầu thủ có thể giữ hơn một quốc tịch ngoài FIFA.
| Số | VT | Quốc gia   | Cầu thủ                                   |
| -- | -- | ---------- | ----------------------------------------- |
| 1  | TM | Thổ Nhĩ Kỳ | Sinan Bolat                               |
| 2  | HV | Bỉ         | Pietro Perdichizzi                        |
| 4  | TV | Bỉ         | Mathias Fixelles                          |
| 5  | HV | Úc         | Jordan Bos                                |
| 6  | TV | Thổ Nhĩ Kỳ | Doğucan Haspolat                          |
| 8  | TV | Đan Mạch   | Nicolas Madsen                            |
| 9  | TĐ | Croatia    | Matija Frigan                             |
| 14 | TĐ | Bỉ         | Kyan Vaesen                               |
| 15 | TV | Ukraina    | Serhiy Sydorchuk                          |
| 17 | TĐ | Bỉ         | Romeo Vermant (mượn từ Brugge)            |
| 18 | TV | Hoa Kỳ     | Griffin Yow                               |
| 19 | TĐ | Bỉ         | Irsan Muric                               |
| 20 | TM | Bỉ         | Nick Gillekens                            |
| 22 | HV | Hoa Kỳ     | Bryan Reynolds                            |
| 24 | HV | Thổ Nhĩ Kỳ | Ravil Tagir (mượn từ İstanbul Başakşehir) |

| Số | VT | Quốc gia   | Cầu thủ                            |
| -- | -- | ---------- | ---------------------------------- |
| 25 | HV | Bỉ         | Tuur Rommens                       |
| 28 | TV | Ba Lan     | Karol Borys                        |
| 30 | TM | Bỉ         | Koen Van Langendonck               |
| 32 | HV | Bulgaria   | Edisson Jordanov                   |
| 33 | HV | Nga        | Roman Neustädter                   |
| 34 | TĐ | Maroc      | Ilias El Hari                      |
| 39 | TV | Bỉ         | Thomas Van den Keybus              |
| 40 | HV | Thổ Nhĩ Kỳ | Emin Bayram (mượn từ Galatasaray)  |
| 46 | HV | Bỉ         | Arthur Piedfort                    |
| 76 | TĐ | Bỉ         | Lucas Stassin                      |
| 77 | TĐ | Costa Rica | Josimar Alcócer                    |
| 79 | TV | Nhật Bản   | Yusuke Matsuo (mượn từ Urawa Reds) |
| 89 | TV | Bỉ         | Nacer Chadli                       |
| 90 | TĐ | Iran       | Allahyar Sayyadmanesh              |

### Cho mượn
Ghi chú: Quốc kỳ chỉ đội tuyển quốc gia được xác định rõ trong điều lệ tư cách FIFA. Các cầu thủ có thể giữ hơn một quốc tịch ngoài FIFA.
| Số | VT | Quốc gia   | Cầu thủ                                           |
| -- | -- | ---------- | ------------------------------------------------- |
| —  | HV | Bỉ         | Rubin Seigers (tại Zulte Waregem đến 30/6/2024)   |
| —  | TV | Slovakia   | Ján Bernát (tại Spartak Trnava đến 30/6/2024)     |
| —  | TV | Guinée     | Sékou Camara (tại Houtvenne đến 30/6/2024)        |
| —  | TV | Thổ Nhĩ Kỳ | Muhammed Gümüşkaya (tại Samsunspor đến 30/6/2024) |

| Số | VT | Quốc gia      | Cầu thủ                                               |
| -- | -- | ------------- | ----------------------------------------------------- |
| —  | TV | Bỉ            | Simon Paulet (tại Olympic Charleroi đến 30/6/2024)    |
| —  | TĐ | Bắc Macedonia | Erdon Daci (tại Beveren đến 30/6/2024)                |
| —  | TĐ | Bờ Biển Ngà   | Fernand Gouré (tại DAC Dunajská Streda đến 30/6/2024) |
| —  | TĐ | Scotland      | Adedire Mebude (tại Bristol City đến 30/6/2024)       |

## Cúp châu Âu
Tính đến tháng 3 5, 2006:
| Giải          | A | B | C | D | E | F | G  |
| ------------- | - | - | - | - | - | - | -- |
| Cúp UEFA      | 1 | 2 | 0 | 0 | 2 | 0 | 3  |
| Cúp Intertoto | 2 | 4 | 0 | 1 | 3 | 0 | 14 |

A = lần tham dự, B = số trận, C = thắng, D = hòa, E = thua, F = bàn thắng, G = bàn thua.